# Liste des grands maîtres de l'ordre souverain militaire et hospitalier de Saint-Jean de Jérusalem, de Rhodes et de Malte
Le supérieur de l'ordre souverain de Malte porte le titre de grand maître. Le grand maître est élu à vie par le chapitre général de l'Ordre. Ce titre est la plus haute autorité de l’Ordre. Il possède les mêmes droits et le même rang que les cardinaux, et porte le prédicat d'altesse éminentissime.

## Ordrede facto(1798-1879)

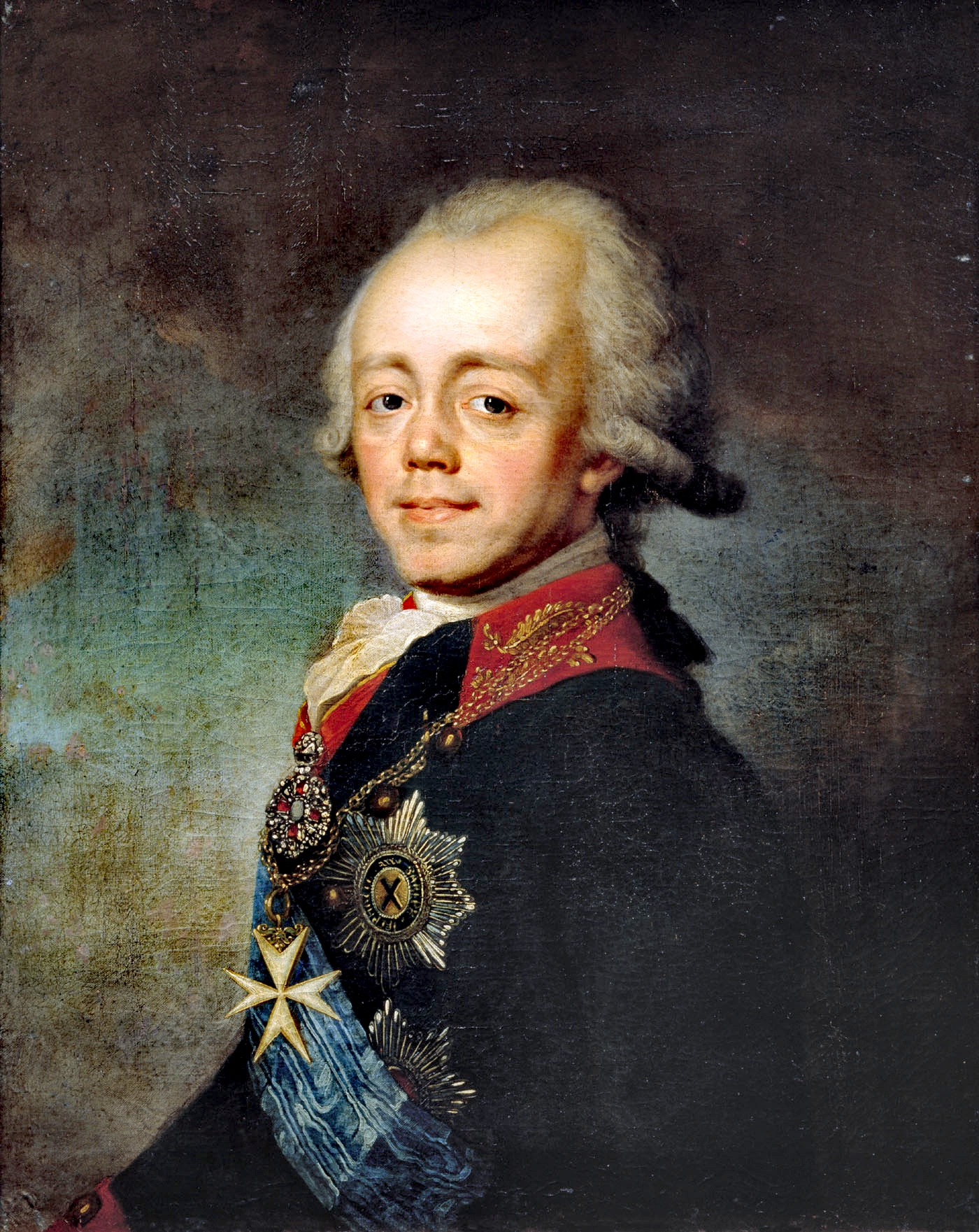
Paul Ier de Russie
72e grand maître de facto de 1798 à 1801.

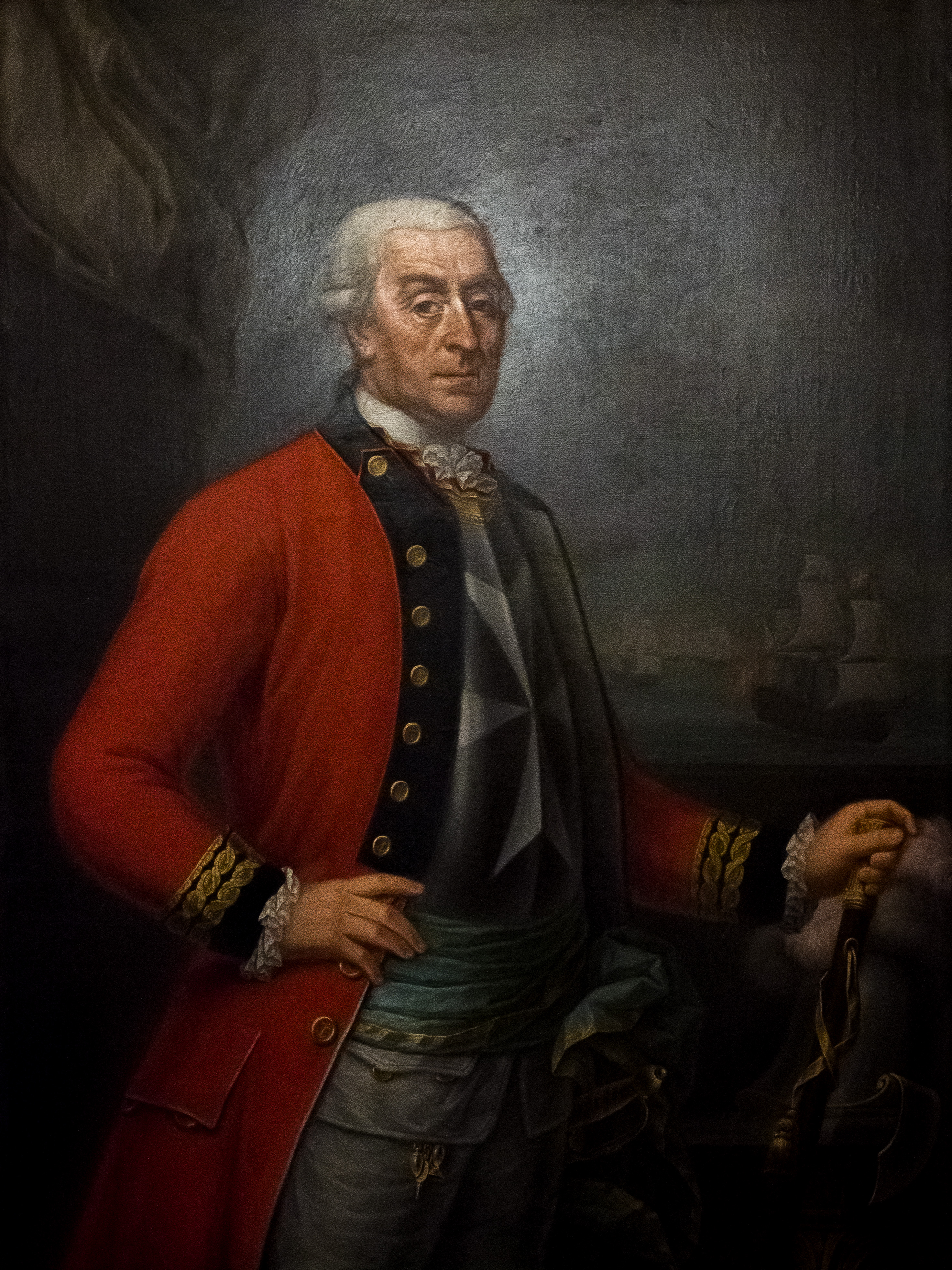
Giovanni Battista Tommasi 73e grand maître de 1803 à 1805.

À partir de l'abdication, en 1799, du dernier grand maître de l'ordre de Saint-Jean de Jérusalem, Ferdinand de Hompesch, l'ordre des Hospitaliers de Saint-Jean de Jérusalem perdure de facto sous la responsabilité de Paul Ier de Russie. À partir de 1801, le statut de l'Ordre est discuté par les historiens jusqu'à la réélection d'un grand maître en 1879. Entre 1805 et 1879, aucun grand maître n'est élu à la tête de l'Ordre qui ne dispose plus de territoire depuis 1798, le pape ayant suspendu toute élection. Pour certains auteurs l'Ordre n'a plus d'existence légale à partir du décès de Tommasi. Devant cet « État sans territoire », le pape Léon XI lui accorde en 1826 un couvent et une église à Ferrare en Italie. En 1834, bien ancré en Italie, l'Ordre installe définitivement son état-major à Rome avec la bénédiction papale.
| Titre                     | Portrait | Nom                                    | Période   | Maison cheftaine  |
| ------------------------- | -------- | -------------------------------------- | --------- | ----------------- |
| 72e grand maître de facto |          | Paul Ier de Russie                     | 1798–1801 | Saint-Pétersbourg |
| Lieutenant ad interim     |          | Nikolaï Saltykov                       | 1801–1803 | Saint-Pétersbourg |
| 73e grand maître          |          | Giovanni Battista Tommasi              | 1803–1805 | Messine et Catane |
| Lieutenant ad interim     |          | Giuseppe Caracciolo di Sant'Erasmo     | 1805      | Catane            |
| Lieutenant ad interim     |          | Innico Maria Guevara-Suardo (en)       | 1805–1814 | Catane            |
| Lieutenant ad interim     |          | Andrea Di Giovanni y Centellés (en)    | 1814–1821 | Catane            |
| Lieutenant ad interim     |          | Antoine Busca (en)                     | 1821–1834 | Ferrare           |
| Lieutenant ad interim     |          | Carlo Candida (en)                     | 1834–1845 | Rome              |
| Lieutenant ad interim     |          | Filippo di Colloredo-Mels (en)         | 1845–1864 | Rome              |
| Lieutenant ad interim     |          | Alessandro Borgia                      | 1865–1871 | Rome              |
| Lieutenant ad interim     |          | Giovanni Battista Ceschi a Santa Croce | 1871–1879 | Rome              |

## Ordre souverain de Malte (depuis 1879)
À partir de 1864, l'organisation en « langues » de l'ordre de Malte disparaît au profit de la création d’« associations nationales » ou de « prieurés ». En 1879, le pape Léon XIII rétablit la dignité de grand maître qui était vacante depuis la mort de Tommasi en 1805. Pour certains historiens, qui reprennent la position de l'ordre souverain de Malte, ce rétablissement est un des signes de la renaissance de l'ordre de Saint-Jean de Jérusalem dans l'ordre souverain de Malte.
En 1951, le cardinal Nicola Canali, grand maître de l’ordre équestre du Saint-Sépulcre de Jérusalem et grand prieur de l’ordre souverain de Malte à Rome, essaie en vain de se faire élire grand maître de l’ordre souverain de Malte ; mais le cumul de ces fonctions avec celle du Saint-Sépulcre est incompatible. Ses desseins échouent, mais il en résulte une profonde crise de dix ans sans élection d'un grand maître à la tête de l'Ordre. C'est le 24 janvier 1953 que l'Ordre obtient la reconnaissance partielle de sa souveraineté par le tribunal cardinalice sous le nom d'« ordre souverain militaire jérosolymitain de Malte ».
L'approbation, en 1961, par le pape Jean XXIII, de la charte constitutionnelle donne à l'ordre souverain de Malte toutes ses capacités d'être et d'action. Cet acte est le fondement constitutionnel de l'ordre souverain de Malte et définit son organisation contemporaine. Le 3 septembre 2022, c'est en force que le pape François prend un décret pour annoncer la promulgation de la nouvelle charte constitutionnelle de l'Ordre et de son code accompagnée de la dissolution du Sacré Conseil.
| Titre                      | Portrait | Nom                                           | Période   | Notes |
| -------------------------- | -------- | --------------------------------------------- | --------- | --- |
| 74e grand maître           |          | Giovanni Battista Ceschi a Santa Croce        | 1879–1905 | Restauration du titre de grand maître après 75 ans d'interruption, décision confirmée par le Pape Léon XIII       |
| 75e grand maître           |          | Galeas von Thun und Hohenstein                | 1905–1931 | |
| 76e grand maître           |          | Ludovico Chigi Albani della Rovere            | 1931–1951 | |
| Lieutenant général         |          | Antonio Hercolani Fava Simonetti              | 1951–1955 | |
| Lieutenant général         |          | Ernesto Paternò Castello di Carcaci           | 1955–1962 | |
| 77e grand maître           |          | Angelo de Mojana di Cologna                   | 1962–1988 | |
| Lieutenant ad interim      |          | Jean Charles Pallavicini                      | 1988      | |
| 78e grand maître           |          | Andrew Bertie                                 | 1988–2008 | Révision partielle en 1997 de la Constitution de 1961,.                                                           |
| Lieutenant ad interim      |          | Giacomo Dalla Torre del Tempio di Sanguinetto | 2008      | |
| 79e grand maître           |          | Matthew Festing                               | 2008–2017 | Premier Grand Maitre depuis la révision de 1997. Il démissionna en 2017 à la suite d'une dispute avec le Vatican. |
| Lieutenant ad interim      |          | Ludwig Hoffmann-Rumerstein                    | 2017      | |
| Lieutenant du grand maître |          | Giacomo Dalla Torre del Tempio di Sanguinetto | 2017–2018 | |
| 80e grand maître           |          | Giacomo Dalla Torre del Tempio di Sanguinetto | 2018–2020 | |
| Lieutenant ad interim      |          | Ruy Gonçalo do Valle Peixoto de Villas Boas   | 2020      | |
| Lieutenant du grand maître |          | Marco Luzzago                                 | 2020–2022 | |
| Lieutenant ad interim      |          | Ruy Gonçalo do Valle Peixoto de Villas Boas   | 2022      | |
| Lieutenant du grand maître |          | John Timothy Dunlap                           | 2022-2023 | |
| 81e grand maître           |          | John Timothy Dunlap                           | 2023-     | |